# هنكلي
هنكلي (بالإنجليزية: Hinkley)‏ هي منطقة فردية في صحراء موهافي في مقاطعة سان بيرناردينو في ولاية كاليفورنيا الأمريكية. يقع هذا التجمع السكني حوالي 23 كم شمال غربي بارستاو وحوالي 95 كم شرقي موهافي و76 كم شمالي فيكتورفيل، وهي على بعد 193 كم شمالي شرقي لوس أنجلوس.
تعرضت هنكلي في أواسط القرن العشرين إلى حادثة تلوث كبيرة، عندما قامت شركة غاز وكهرباء الباسيفيك Pacific Gas and Electric Company برمي مخلفات من الكروم السداسي في تلك المنطقة، مما أدى إلى تلوث المياه الجوفية فيها.